# Trofeo Città di Castelfidardo 2008
Il Trofeo Città di Castelfidardo 2008, ventottesima edizione della corsa e valida come evento dell'UCI Europe Tour 2008 categoria 1.2, si svolse il 19 agosto 2008 su un percorso di 166,9 km. Fu vinto dall'italiano Adriano Malori che terminò la gara in 4h13'00", alla media di 39,58 km/h.
Partenza con 200 ciclisti, dei quali 27 portarono a termine il percorso.

## Ordine d'arrivo (Top 10)
| Pos. | Corridore           | Squadra        | Tempo    |
| ---- | ------------------- | -------------- | -------- |
| 1    | Adriano Malori      | Filmop         | 4h13'00" |
| 2    | Aleksandr D'jačenko | Kazakistan     | a 5"     |
| 3    | Luca Gasparrini     | Pagnoncelli    | a 14"    |
| 4    | Aleksandr Filippov  | Gruppo Lupi    | a 1'15"  |
| 5    | Salvatore Mancuso   | Unidelta       | a 1'31"  |
| 6    | Anatolij Pachtusov  | Pagnoncelli    | a 1'35"  |
| 7    | Simon Clarke        | SouthAustralia | s.t.     |
| 8    | Alessandro Malaguti | Montegranaro   | s.t.     |
| 9    | Angelo Pagani       | Filmop         | s.t.     |
| 10   | Cristiano Colombo   | Palazzago      | s.t.     |